# PH-Baureihe G'
Die Baureihe G'  waren Tenderlokomotiven der Anonymen Luxemburgischen Prinz-Heinrich-Eisenbahn- und Erzgrubengesellschaft (PH).

## Geschichte
Die PH beschaffte 1906 bei der deutschen Firma Borsig drei vierfach gekuppelte Güterzugtenderlokomotiven. Fast baugleiche Lokomotiven wurden von Borsig später auch nach Südamerika und Ostereuropa exportiert. Gedacht waren sie vor allem für Rangierdienst auf der Bahnstrecke Esch–Athus. 1925/26 wurden die als Nassdampflokomotiven gebauten Fahrzeuge auf Heißdampf umgebaut.
Als 1942 die Deutsche Reichsbahn die PH übernahm, wurden die Lokomotiven mit den Nummern 92 2711–2713 in das Nummernschema eingeordnet. 
Nach dem Zweiten Weltkrieg war in Luxemburg 1944 nur noch die 92 2712 vorhanden, die zwei anderen Loks tauchten aber wieder auf und wurden 1945 nach Luxemburg gebracht. Die neugegründete Chemins de Fer Luxembourgeois (CFL) reihte die Maschinen als Baureihe 42 in ihr Nummernschema ein.
Bis 1952 waren alle drei in Petingen beheimateten Lokomotiven im Bestand der CFL, Ende 1954 befand sich keine mehr im Inventar.